# شومان هردي
شومان أحمد هردي (بالكردية: چۆمان هەردی)؛ (مواليد 1974) هي باحثة أكاديمية وشاعرة ومترجمة عراقية - كردية.

## حياتها
ولدت شومان في السليمانية عام 1974، كان والدها أحمد هردي شاعراً أيضاً، عاشت في العراق ثم هاجرت مع عائلتها إلى إيران، وفي سن 18 من عمرها غادرت إيران الى المملكة المتحدة، حصلت على شهادة الماجستير والدكتوراه في الفلسفة وعلم النفس من جامعة أكسفورد، لها أربع مجموعات شعرية، مجموعتين باللغة الكردية ومجموعة باللغة الإنجليزية، كانت رئيسة منظمة "كتاب منفيون"، نظمت ورشات عمل للكتابة الإبداعية للمجلس الثقافي البريطاني في المملكة المتحدة وبلجيكا وجمهورية التشيك والهند. وبما انها تعتبر باحثة أكاديمية زائرة عملت في مركز البحوث متعددة الأعراق في جامعة أوبسالا، ومركز الشرق الحديث في برلين، وفي وقسم العلوم الإنسانية في جامعة أمستردام. عادت إلى العراق إلى مسقط رأسها في مدينة السليمانية عام 2014، لتتولى منصباً في الجامعة الأمريكية، أصبحت رئيسة قسم اللغة الإنجليزية في عام 2015.

## مؤلفاتها
- Hardi، Choman (1996)، Return with no memory (بالكردية)، Denmark، ISBN:87-984331-6-4{{استشهاد}}:  صيانة الاستشهاد: مكان بدون ناشر (link)
- — (1998)، Rûnakîy sêberekan : şîʻir (Light of the Shadows)، Kitêbî Rabûn, 14. (بالكردية)، Rabûn، ISBN:9789197335447
- — (2000)، Light Mirrors and Shadows: Poems، OCLC:427634821
- — (2004)، Life for Us، Bloodaxe Books، ISBN:9781852246440
- — (2011)، Gendered Experiences of Genocide: Anfal Survivors in Kurdistan-Iraq، Voices in development management.، Farnham, Surrey، ISBN:978-0754694335
- — (2015)، Considering the Women، Bloodaxe Books، ISBN:9781780372785

## روابط خارجية
- شومان هردي تقرأ شعرها - تسجيل بالمكتبة البريطانية (صوتي) 27 مايو 2008.
- شومان هردي الكتاب المنفيون.
- مقابلة مع تشومان هاردي نسخة محفوظة 27 سبتمبر 2007 على موقع واي باك مشين. في يونيو 2005.